# János Simor
János Simor (Stolni Biograd, 23. kolovoza 1813. – Ostrogon, 23. siječnja 1891.), bio je mađarski kardinal i nadbiskup ostrogonski.
Od 1857. do 1867. je bio biskup Győra, a 22. prosinca 1873. je imenovan kardinalom. Sudjelovao je na Prvom vatikanskom saboru.